# Pac-Man World Rally
Pac-Man World Rally (パックマンワールドラリー Pakkuman Wārudo Rarī), også kendt som Pac-Man Rally, er et kart racerspil i Pac-Man-serien. Det er udviklet af Namco Bandai Games, og udkom i august 2006 til PlayStation 2, Nintendo GameCube, PlayStation Portable, og Microsoft Windows. En Xbox version blev annulleret, selvom man kan finde et preview af det i Pac-Man World 3. 
Spillet fik blandet kritik. IGN gav en score på 5.7 til GameCube versionen. En af anmelderne fra GameSpot kaldte det en "kopi af Mario-Kart".
Spillerne i løbet er: Inkey, Blinky, Pinky, Clyde, Spooky (der er prøve-løsladt), Erwin (som er kommet fri af sin maskine) og Toc-Man (som Orson har fået repareret) osv. osv. Det gælder om at komme først i mål.
| computerspil | Spire Denne computerspilsrelaterede artikel er en spire som bør udbygges. Du er velkommen til at hjælpe Wikipedia ved at udvide den. |